# Łąkorz
Łąkorz – wieś w Polsce położona w województwie warmińsko-mazurskim, w powiecie nowomiejskim, w gminie Biskupiec.
Do 1954 roku istniała gmina Łąkorz. W latach 1954–1972 wieś należała i była siedzibą władz gromady Łąkorz. W latach 1975–1998 miejscowość administracyjnie należała do województwa toruńskiego.
Miejscowość leży nad jeziorem o tej samej nazwie. We wsi znajduje się Muzeum Lokalne w Łąkorzu i działa Stowarzyszenie Ochrony Przyrody i Dziedzictwa Kulturowego w Łąkorzu.

## Historia
Wymieniona w XIV w. jako włościańska wieś kościelna pod nazwą Lynker, Alde Linkor, po 1570 r. jako Łąkorz Wielki. Kościół parafialny pw. św. Mikołaja biskupa został wzniesiony w I połowie XIV w., w tym samym czasie założono parafię. W czasach krzyżackich wieś podlegała komturstwu radzyńskiemu. Dobra łąkorskie w 1438 r. nadał wielki mistrz Paweł Russdorf dożywotnio Hansowi Kaschlo za zasługi oddane Zakonowi. W XVI w. przeszły na własność Rzeczypospolitej. Od 1560 r. w powiecie michałowskim, od 1818 r. w powiecie lubawskim.
W 1619 do kościoła przewieziono dwa dzwony, pochodzące z dawnego kościoła w Jankowicach (niem. Jankowitz, dekanat Łasiński). W czasie wojen szwedzkich kościół w Łąkorzu został zniszczony. Odnowiony w 1695 i wyposażony w nowy ołtarz, ufundowany przez biskupa Samuela Łaskiego.
Odbywały się tu sądy ziemskie. W XVII w., mimo nowego kościoła, parafia Łąkorz staje się filią kolejnych parafii: Lipinki, Ostrowite, Skarlin. Od 1899 r. Łąkorz został odrębnym obwodem duszpasterskim, a 9 lutego 1914 r. na powrót erygowano samodzielną parafię.
We wsi działa muzeum lokalne otwarte 22 września 1995 roku. Początkowo miało to być muzeum maszyn rolniczych. Później jednak, w miarę gromadzenia eksponatów, rozszerzyło tematykę o inne obszary życia na wsi. Muzeum wystawia swoje ekspozycje w trzech miejscach: w dwustuletniej chacie wiejskiej, kuźni, terenie gospodarstwa z budynkami gospodarczymi.

## Zabytki
- gotycki kościół, ołtarz późnorenesansowy, ufundowany przez Samuela Łaskiego w 1695.
- wiatrak holenderski z końca XIX w. stojący na wzgórzu za kościołem (częściowo uszkodzony)